# David D. Keck
David Daniels Keck ( * 24 de octubre de 1903 - 10 de marzo de 1995) fue un botánico estadounidense, que fue notable por su trabajo en Taxonomía y Genética de las angiospermas.
Keck nació en Omaha (Nebraska). Completó estudios de grado en Pomona College y en 1925 fue galardonado con un doctorado en Botánica de la Universidad de California en 1930. De 1925 a 1950 estuvo en el Instituto Carnegie de Washington, en la Universidad de Stanford, donde trabajó en las especies de plantas con Jens Clausen y William Hiesey. En 1950 fue nombrado conservador jefe del Jardín Botánico de Nueva York y permaneció allí hasta 1958. En 1959, copublicó una flora de California con Philip A. Munz. Fue Director del Programa de Biología sistemática en la Fundación Nacional de Ciencias hasta 1970, después de lo cual se trasladó a Nueva Zelanda. Regresó a los Estados Unidos en 1978 y vivió en Medford (Oregón).
- La abreviatura «D.D.Keck» se emplea para indicar a David D. Keck como autoridad en la descripción y clasificación científica de los vegetales.[1]